# World Soccer
World Soccer is een Engels voetbaltijdschrift gepubliceerd door IPC Media. Het is gespecialiseerd in voetbal. Het tijdschrift is onderdeel van European Sports Magazines.
Sinds 1982 organiseert World Soccer de Speler van het jaar, Trainer van het jaar en het Team van het jaar competitie. Sinds 2005 is daar ook de Talent van het jaar en Scheidsrechter van het jaar competitie aan toegevoegd.

## Prijswinnaars
| - 2019 - Lionel Messi, FC Barcelona - 2018 - Luka Modrić, Real Madrid - 2017 - Cristiano Ronaldo, Real Madrid - 2016 - Cristiano Ronaldo, Real Madrid - 2015 - Lionel Messi, FC Barcelona (58,7%) - 2014 - Cristiano Ronaldo, Real Madrid (45,3%) - 2013 - Cristiano Ronaldo, Real Madrid (51,8%) - 2012 - Lionel Messi, FC Barcelona (47,33%) - 2011 - Lionel Messi, FC Barcelona (60,2%) - 2010 - Xavi, FC Barcelona (25,7%) - 2009 - Lionel Messi, FC Barcelona (43%) - 2008 - Cristiano Ronaldo, Manchester United (48%) - 2007 - Kaká, AC Milan (52%) - 2006 - Fabio Cannavaro, Juventus & Real Madrid (40%) - 2005 - Ronaldinho, FC Barcelona (39%) - 2004 - Ronaldinho, FC Barcelona (29%) - 2003 - Pavel Nedvěd, Juventus (36%) - 2002 - Ronaldo, Internazionale & Real Madrid (26%) - 2001 - Michael Owen, Liverpool FC (31%) - 2000 - Luís Figo, FC Barcelona & Real Madrid (26%) - 1999 - Rivaldo, FC Barcelona (42%) - 1998 - Zinédine Zidane, Juventus (23%) - 1997 - Ronaldo, FC Barcelona & Internazionale (27%) - 1996 - Ronaldo, FC Barcelona (17%) - 1995 - Gianluca Vialli, Juventus (18%) - 1994 - Paolo Maldini, AC Milan (27%) - 1993 - Roberto Baggio, Juventus (14%) - 1992 - Marco van Basten, AC Milan (19%) - 1991 - Jean-Pierre Papin, Olympique Marseille (25%) - 1990 - Lothar Matthäus, Internazionale (22%) - 1989 - Ruud Gullit, AC Milan (24%) - 1988 - Marco van Basten, AC Milan (43%) - 1987 - Ruud Gullit, AC Milan (39%) - 1986 - Diego Maradona, SSC Napoli (36%) - 1985 - Michel Platini, Juventus (21%) - 1984 - Michel Platini, Juventus (54%) - 1983 - Zico, Udinese (28%) - 1982 - Paolo Rossi, Juventus (23%) | - 2019 - Jürgen Klopp, Liverpool FC - 2018 - Didier Deschamps, Frankrijk - 2017 - Zinédine Zidane, Real Madrid - 2016 - Claudio Ranieri, Leicester City - 2015 - Luis Enrique, Barcelona - 2014 - Joachim Löw, Duitsland - 2013 - Jupp Heynckes, Bayern Munchen - 2012 - Vicente del Bosque, Spanje - 2011 - Josep Guardiola, FC Barcelona - 2010 - José Mourinho, Real Madrid & Internazionale (48,3%) - 2009 - Josep Guardiola, FC Barcelona (62%) - 2008 - Alex Ferguson, Manchester United (38%) - 2007 - Alex Ferguson, Manchester United (56%) - 2006 - Marcello Lippi, Italië (36%) - 2005 - José Mourinho, Chelsea (34%) - 2004 - José Mourinho, FC Porto & Chelsea (36%) - 2003 - Carlo Ancelotti, AC Milan (20%) - 2002 - Guus Hiddink, Zuid-Korea & PSV (28%) - 2001 - Gérard Houllier, Liverpool (28%) - 2000 - Dino Zoff, Italië (18%) - 1999 - Alex Ferguson, Manchester United (60%) - 1998 - Arsène Wenger, Arsenal (28%) - 1997 - Ottmar Hitzfeld, Borussia Dortmund (17%) - 1996 - Berti Vogts, Duitsland (28%) - 1995 - Louis van Gaal, Ajax (42%) - 1994 - Carlos Alberto Parreira, Brazilië (17%) - 1993 - Alex Ferguson, Manchester United (21%) - 1992 - Richard Møller-Nielsen, Denemarken (28%) - 1991 - Michel Platini, France (42%) - 1990 - Franz Beckenbauer, West-Duitsland & Marseille (53%) - 1989 - Arrigo Sacchi, AC Milan (42%) - 1988 - Rinus Michels, Nederland & Bayer Leverkusen (48%) - 1987 - Johan Cruijff, Ajax (25%) - 1986 - Guy Thys, België (15%) - 1985 - Terry Venables, Barcelona (30%) - 1984 - Michel Hidalgo, Frankrijk (30%) - 1983 - Sepp Piontek, Denemarken (29%) - 1982 - Enzo Bearzot, Italië (49%) |

### Ranglijst wereldspelers per land
| #         | Land       | Overwinning(en) |
| --------- | ---------- | --------------- |
| 1         | Brazilië   | 8               |
| 2         | Portugal   | 6               |
| 3         | Italië     | 5               |
| 3         | Argentinië | 5               |
| 5         | Frankrijk  | 4               |
| 5         | Nederland  | 4               |
| 7         |            |                 |
| Duitsland | 1          |                 |
| Tsjechië  | 1          |                 |
| Engeland  | 1          |                 |
| Spanje    | 1          |                 |
| Kroatië   | 1          |                 |

### Talent van het Jaar
- 2010 -  Thomas Müller, Bayern München & Duitsland (45,8%)[1]
- 2009 -  Sergio Agüero, Atlético Madrid & Argentinië (45,1%)[2]
- 2008 -  Lionel Messi, FC Barcelona & Argentinië (44%)
- 2007 -  Lionel Messi, FC Barcelona (34%)
- 2006 -  Lionel Messi, FC Barcelona (36%)
- 2005 -  Robinho, Santos (30%)

### Scheidsrechter van het Jaar
- 2006 -  Horacio Elizondo (39%)
- 2005 -  Pierluigi Collina (31%)

### Wereldteam van het Jaar
| - 2018 - Frankrijk - 2017 - Real Madrid - 2016 - Leicester City - 2015 - FC Barcelona - 2014 - Duitsland - 2013 - Bayern Munchen - 2012 - Spanje - 2011 - FC Barcelona - 2010 - Spanje (63,3%) - 2009 - FC Barcelona (75,9%) - 2008 - Spanje (41%) - 2007 - Irak (22%) - 2006 - FC Barcelona (42%) - 2005 - Liverpool (27%) - 2004 - Griekenland (25%) - 2003 - AC Milan (23%) - 2002 - Brazilië (24%) - 2001 - Liverpool (26%) | - 2000 - Frankrijk (33%) - 1999 - Manchester United (61%) - 1998 - Frankrijk (35%) - 1997 - Borussia Dortmund (20%) - 1996 - Nigeria (31%) - 1995 - Ajax (50%) - 1994 - AC Milan (33%) - 1993 - Parma (24%) - 1992 - Denemarken (37%) - 1991 - Frankrijk (20%) - 1990 - West-Duitsland (28%) - 1989 - AC Milan (51%) - 1988 - Nederland (43%) - 1987 - FC Porto (38%) - 1986 - Argentinië (15%) - 1985 - Everton (42%) - 1984 - Frankrijk (45%) - 1983 - Hamburger SV (29%) - 1982 - Brazilië (30%) |

## De beste trainers aller tijden

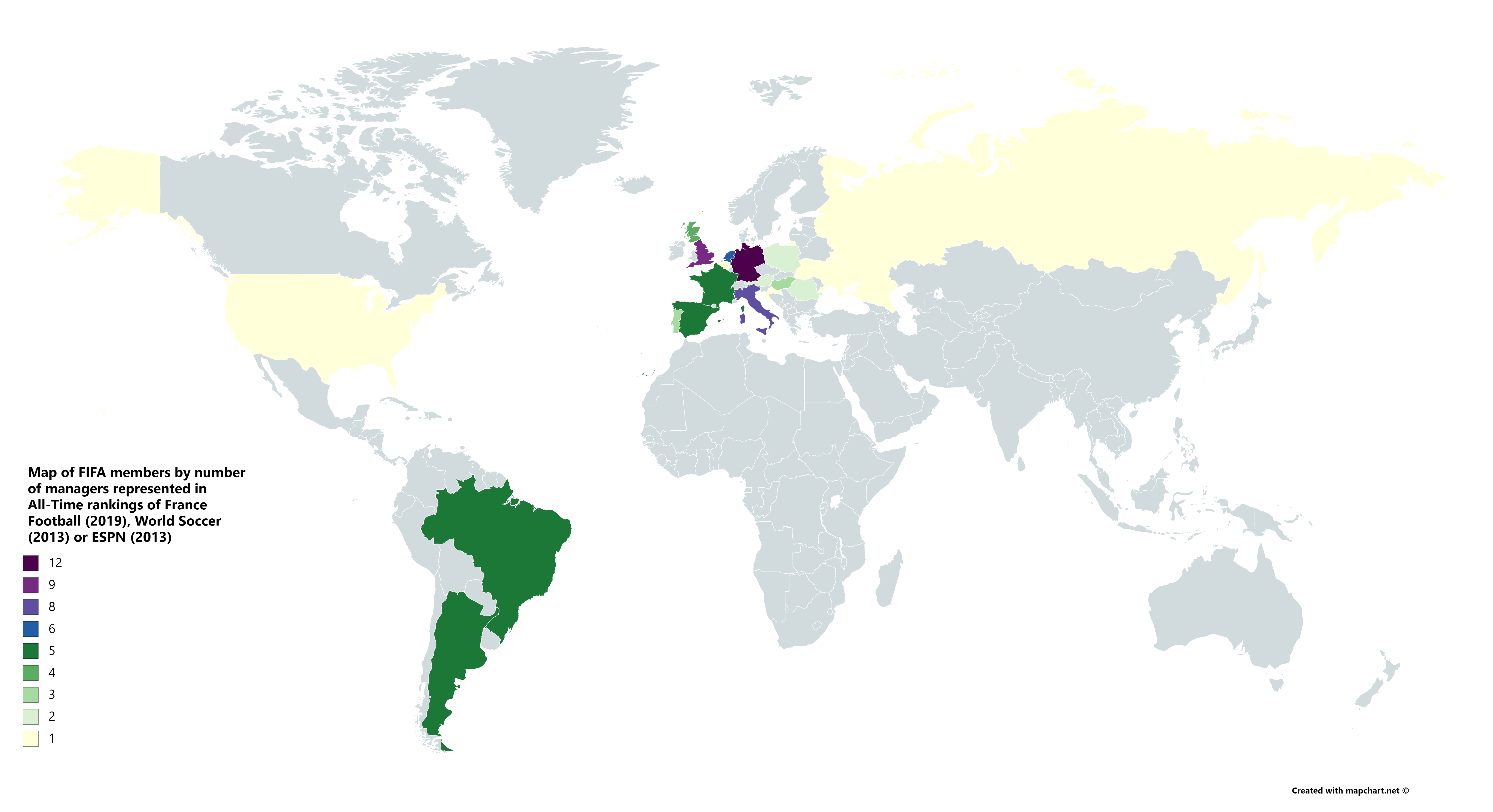
Kaart met FIFA-leden op aantal trainers gerangschikt op France Football (2019), World Soccer (2013) of ESPN (2013)

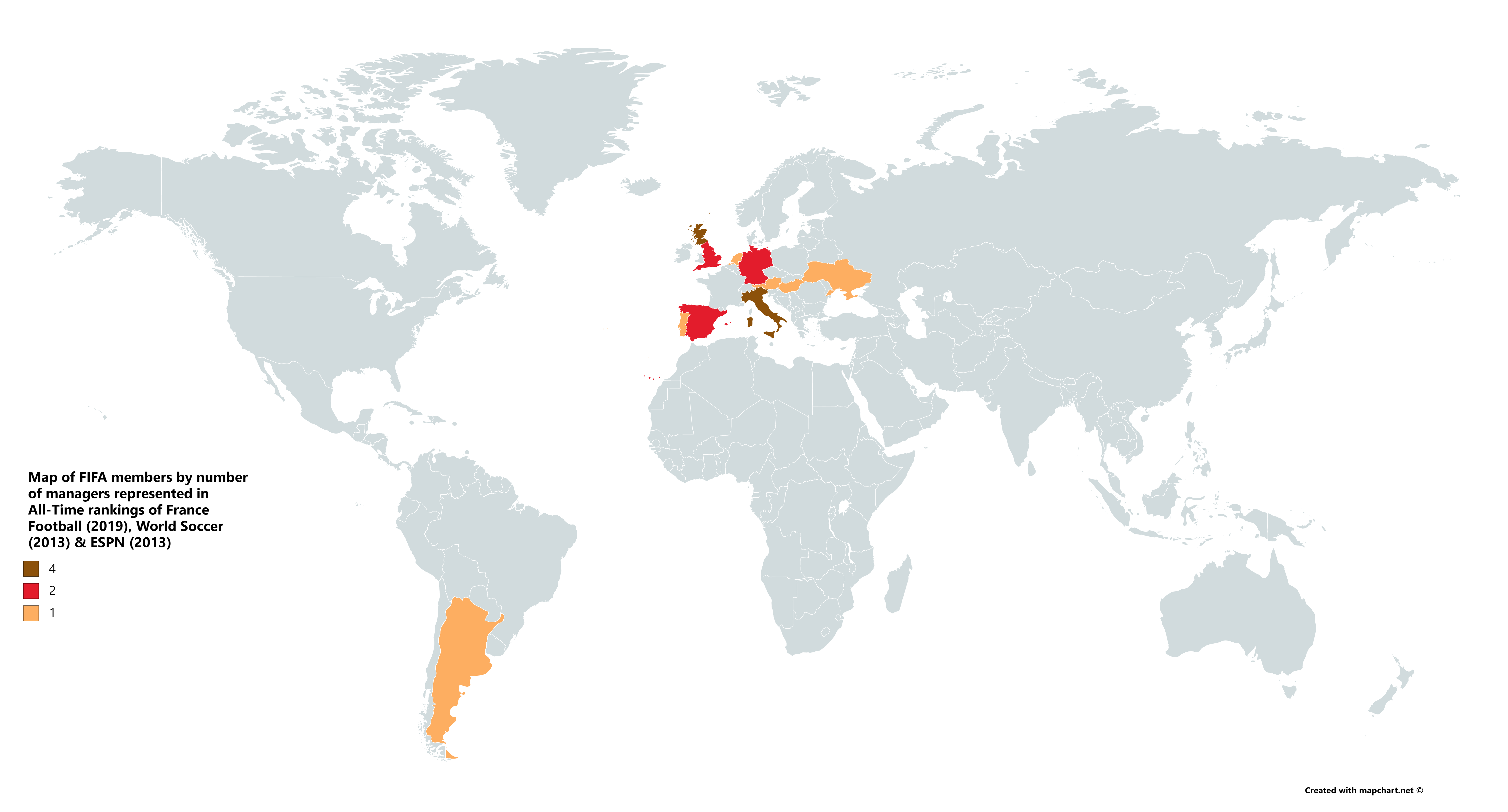
Kaart met FIFA-leden op aantal trainers gerangschikt op France Football (2019), World Soccer (2013) en ESPN (2013)

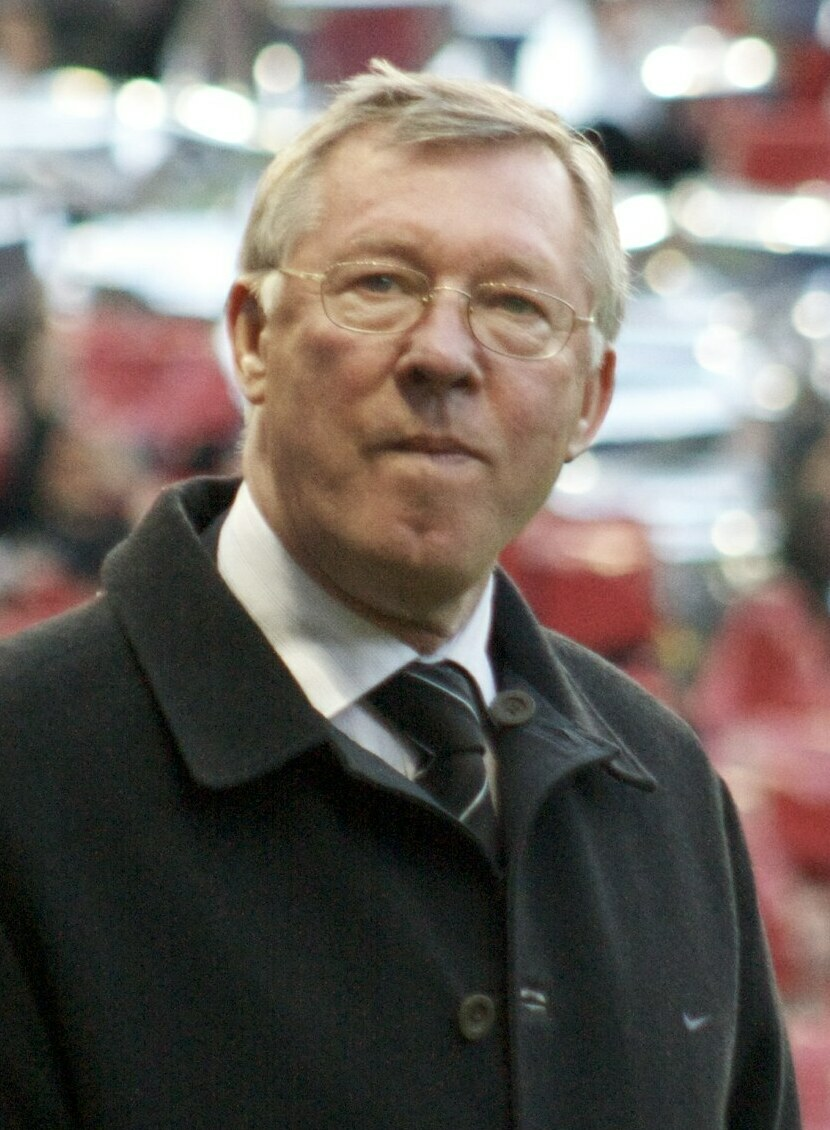
Alex Ferguson
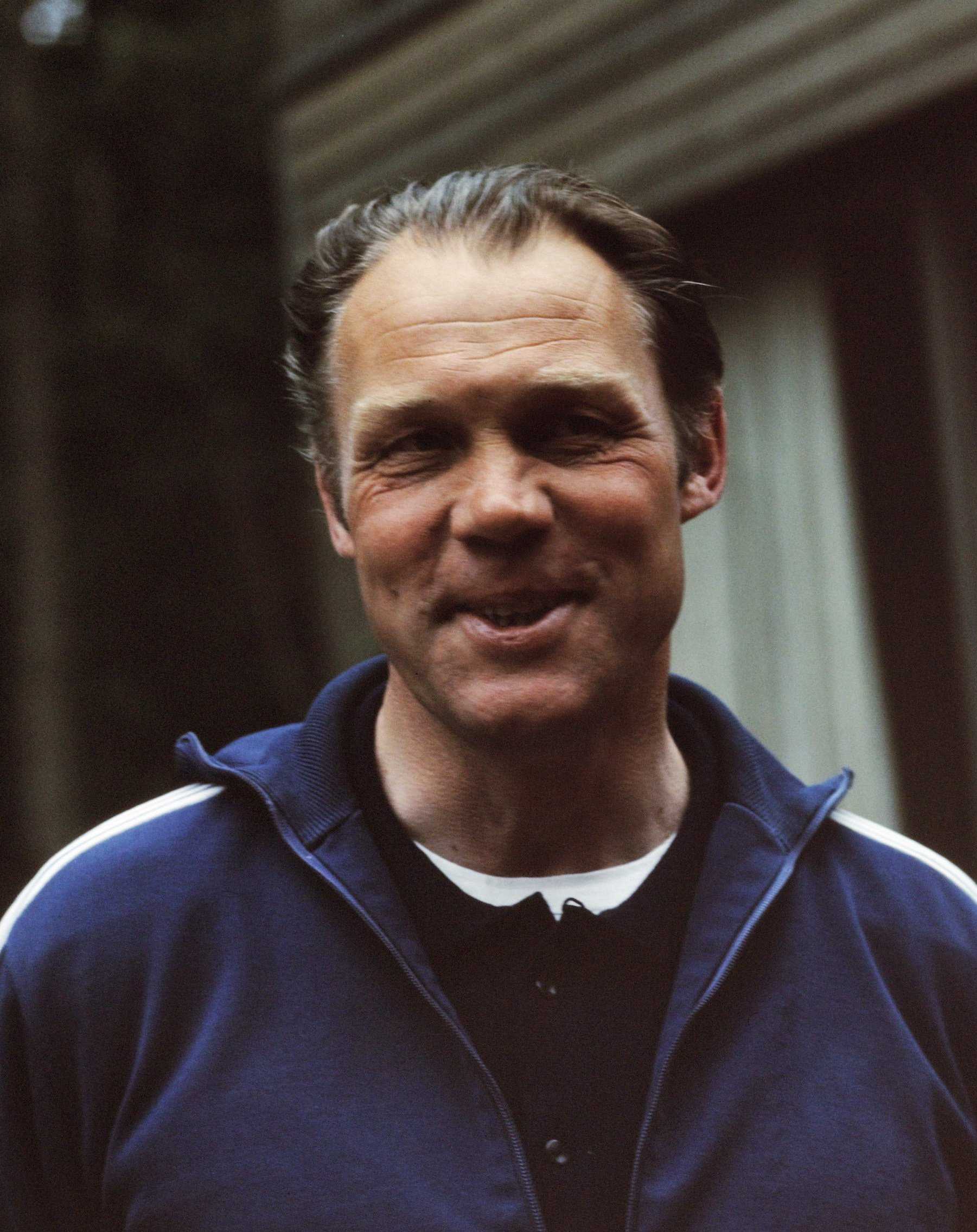
Rinus Michels
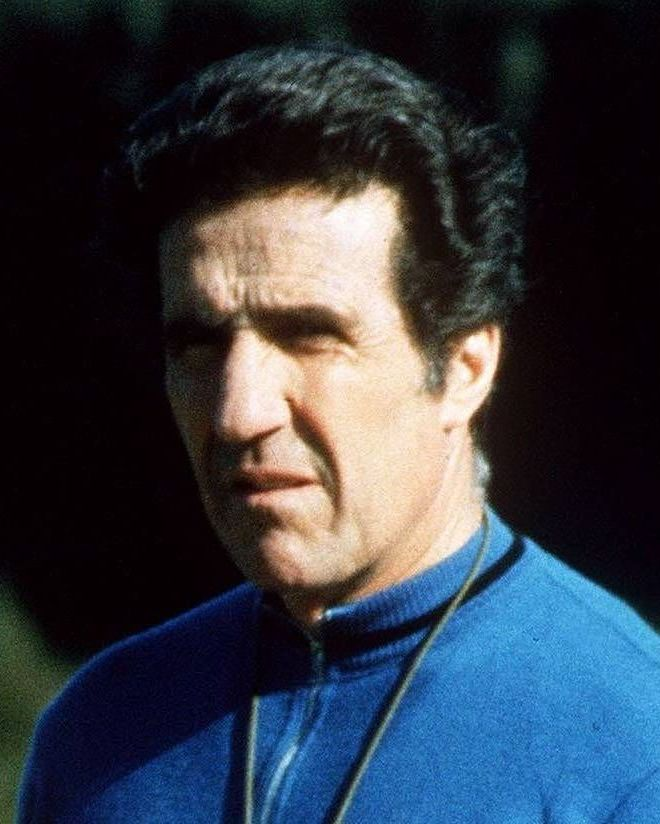
Helenio Herrera
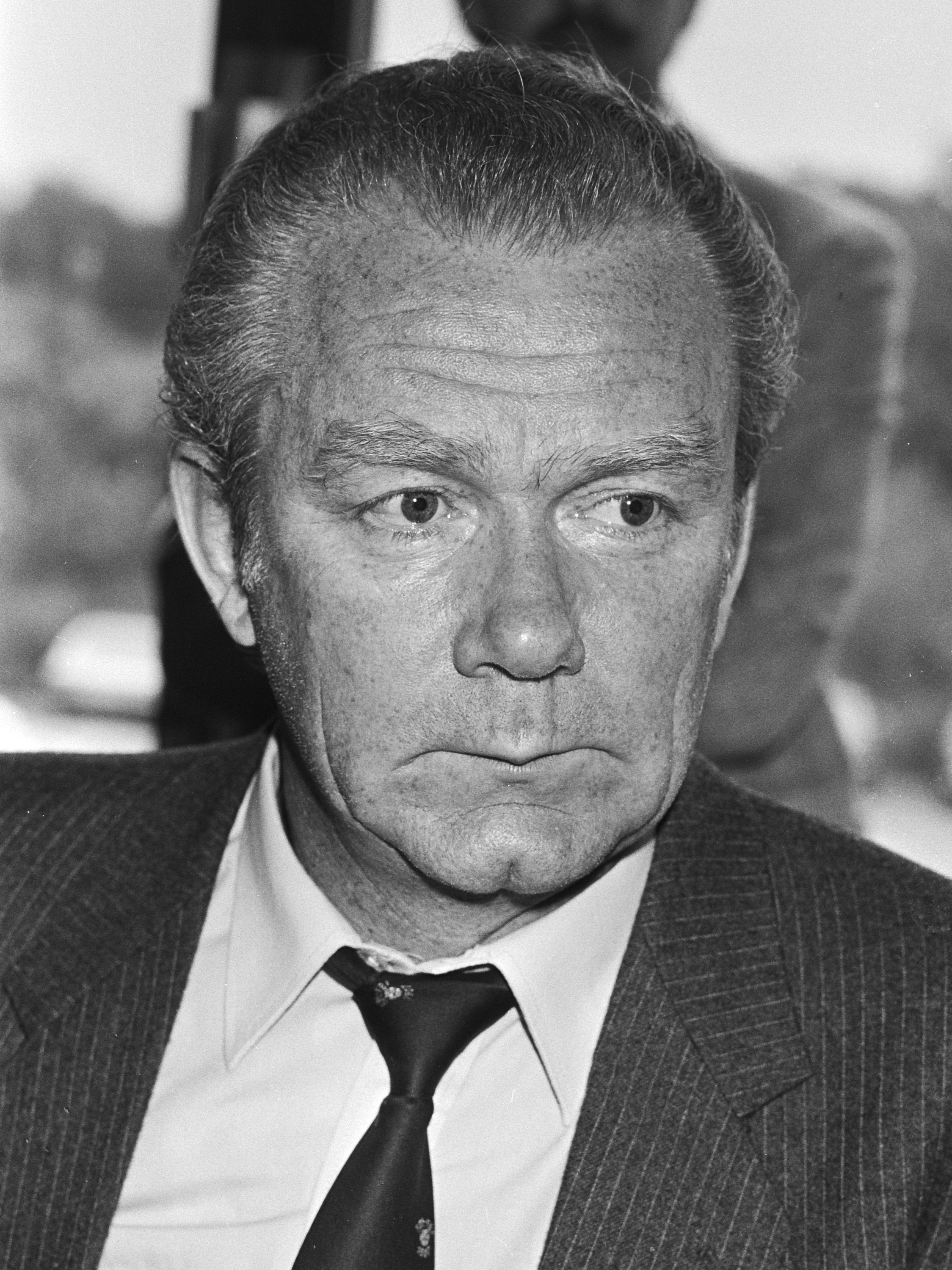
Valerij Lobanovskyj

(Gepubliceerd juli 2013)
Keys:
Stoutmoedig Trainers die zijn gerangschikt op World Soccer, France Football en ESPN
■ Trainers die werden gerangschikt top 10 van World Soccer, France Football en ESPN
| Pos. | Naam                | Jaren                                                         | Teams                                                                                               | Stemmen | % stemmen |
| ---- | ------------------- | ------------------------------------------------------------- | --------------------------------------------------------------------------------------------------- | ------- | --------- |
| 1    | Sir Alex Ferguson   | 1974–2013                                                     | Aberdeen, Schots voetbalelftal, Manchester United                                                   | 49      | 66.22%    |
| 2    | Rinus Michels       | 1960–1992                                                     | AFC Ajax, Barcelona, Nederlands voetbalelftal                                                       | 46      | 62.16%    |
| 3    | José Mourinho       | 2000–                                                         | Porto, Chelsea, Inter Milan, Real Madrid, Manchester United, Tottenham                              | 21      | 28.38%    |
| 4    | Helenio Herrera     | 1944–1970, 1973–1981                                          | Sevilla, Atlético Madrid, Barcelona, Inter Milan                                                    | 19      | 25.68%    |
| 5    | Pep Guardiola       | 2007–                                                         | Barcelona, Bayern Munchen, Manchester City                                                          | 18      | 24.32%    |
| 6    | Arrigo Sacchi       | 1985–1999, 2001                                               | Milan, Italiaans voetbalelftal                                                                      | 15      | 20.27%    |
| 7    | Valerij Lobanovskyj | 1969–2002                                                     | Dnipro Dnipropetrovsk, Dynamo Kyiv, Voetbalelftal van de Sovjet-Unie, Oekraïens voetbalelftal       | 14      | 18.92%    |
| 8    | Bob Paisley         | 1974–1983                                                     | Liverpool                                                                                           | 12      | 16.22%    |
| 9    | Herbert Chapman     | 1907–1918, 1921–1934                                          | Leeds City, Huddersfield Town, Arsenal                                                              | 9       | 12.16%    |
| 9    | Béla Guttmann       | 1933–1939, 1945–1951, 1953–1962, 1964–1967, 1973              | Milan, São Paulo, Porto, Benfica, Peñarol                                                           | 9       | 12.16%    |
| 9    | Ernst Happel        | 1962–1992                                                     | Feyenoord, Sevilla, Nederlands voetbalelftal, Hamburger SV                                          | 9       | 12.16%    |
| 9    | Mário Zagallo       | 1966–1991, 1994–2001                                          | Botafogo, Flamengo, Braziliaans voetbalelftal, Vasco da Gama                                        | 9       | 12.16%    |
| 13   | Vittorio Pozzo      | 1912–1922, 1924–1926, 1929–1948                               | Italiaans voetbalelftal, Torino, Milan                                                              | 8       | 10.81%    |
| 13   | Vicente del Bosque  | 1987–1990, 1994, 1996, 1999–2005, 2008–2016                   | Real Madrid, Beşiktaş, Spaans voetbalelftal                                                         | 8       | 10.81%    |
| 13   | Marcello Lippi      | 1982–2006, 2008–2010, 2012–2014, 2016–2019                    | Napoli, Juventus, Inter Milan, Italiaans voetbalelftal, Guangzhou Evergrande, Chinees voetbalelftal | 8       | 10.81%    |
| 13   | Telê Santana        | 1969–1996                                                     | Atlético Mineiro, São Paulo, Botafogo, Flamengo, Braziliaans voetbalelftal                          | 8       | 10.81%    |
| 17   | Brian Clough        | 1965–1993                                                     | Derby County, Leeds United, Nottingham Forest                                                       | 7       | 9.46%     |
| 18   | Ottmar Hitzfeld     | 1983–2004, 2007–2014                                          | Borussia Dortmund, Bayern Munchen, Zwitsers voetbalelftal                                           | 6       | 8.11%     |
| 19   | Sepp Herberger      | 1930–1942, 1945–1946, 1950–1964                               | Duits voetbalelftal, Eintracht Frankfurt                                                            | 5       | 6.76%     |
| 19   | Bill Shankly        | 1949–1974                                                     | Huddersfield Town, Liverpool                                                                        | 5       | 6.76%     |
| 19   | Giovanni Trapattoni | 1974–2013                                                     | Milan, Inter Milan, Juventus, Bayern Munchen, Fiorentina, Italiaans voetbalelftal                   | 5       | 6.76%     |
| 22   | César Luis Menotti  | 1970, 1972–1984, 1986–1994, 1996–1999, 2002, 2004, 2006, 2007 | Argentijns voetbalelftal, Barcelona, Atlético Madrid, Boca Juniors, Independiente                   | 4       | 5.41%     |
| 23   | Enzo Bearzot        | 1964–1986                                                     | Italiaans voetbalelftal                                                                             | 3       | 4.05%     |
| 23   | Jimmy Hogan         | 1910–1912, 1914–1921, 1924, 1924–1927, 1931–1939              | MTK Boedapest, Nederlands voetbalelftal, Fulham, Aston Villa                                        | 3       | 4.05%     |
| 23   | Hennes Weisweiler   | 1948–1983                                                     | Borussia Mönchengladbach, Barcelona, 1. FC Köln                                                     | 3       | 4.05%     |
| 23   | Helmut Schön        | 1952–1984                                                     | Duits voetbalelftal                                                                                 | 3       | 4.05%     |
| 23   | Fabio Capello       | 1991–2015, 2017–2018                                          | Milan, Real Madrid, Roma, Juventus, Engels voetbalelftal                                            | 3       | 4.05%     |
| 28   | Franz Beckenbauer   | 1984–1991, 1993–1994, 1996                                    | Duits voetbalelftal, Bayern Munchen, Marseille                                                      | 2       | 2.70%     |
| 28   | Carlos Bilardo      | 1971, 1973–1993, 1996, 1998–2000, 2003–2004                   | Estudiantes, Colombiaans voetbalelftal, Argentijns voetbalelftal, Sevilla, Boca Juniors             | 2       | 2.70%     |
| 28   | Johan Cruyff        | 1985–1996                                                     | AFC Ajax, Barcelona                                                                                 | 2       | 2.70%     |
| 28   | Vicente Feola       | 1937–1942, 1947–1950, 1955–1956, 1958, 1959, 1961, 1966       | São Paulo, Braziliaans voetbalelftal, Boca Juniors                                                  | 2       | 2.70%     |
| 28   | Alf Ramsey          | 1955–1974, 1977–1978                                          | Ipswich Town, Engels voetbalelftal                                                                  | 2       | 2.70%     |
| 28   | Gusztáv Sebes       | 1940–1946, 1949–1957                                          | Hongaars voetbalelftal                                                                              | 2       | 2.70%     |
| 28   | Jock Stein          | 1960–1985                                                     | Celtic, Schots voetbalelftal, Leeds United                                                          | 2       | 2.70%     |
| 28   | Luiz Felipe Scolari | 1982–2019                                                     | Braziliaans voetbalelftal, Portugees voetbalelftal, Grêmio, Palmeiras, Chelsea                      | 2       | 2.70%     |

De volgende trainers kregen slechts één stem (1,35%):
- Luis Aragonés
- Leo Beenhakker
- Matt Busby
- Jack Charlton
- Kazimierz Górski
- Jupp Heynckes
- Gérard Houllier
- Tomislav Ivić
- Ștefan Kovács
- Udo Lattek
- Hugo Meisl
- Otto Rehhagel
- Carlos Alberto Parreira
- Antoni Piechniczek
- Nereo Rocco
- Árpád Weisz
- Arsène Wenger
- Walter Winterbottom

## De 100 beste voetballers van de 20e eeuw
(Gepubliceerd in december 1999)
| #  | Speler             |
| -- | ------------------ |
| 1  | Pelé               |
| 2  | Diego Maradona     |
| 3  | Johan Cruijff      |
| 4  | Franz Beckenbauer  |
| 5  | Michel Platini     |
| 6  | Alfredo Di Stéfano |
| 7  | Ferenc Puskás      |
| 8  | George Best        |
| 9  | Marco van Basten   |
| 10 | Eusébio            |
| 11 | Lev Yashin         |
| 12 | Bobby Charlton     |
| 13 | Ronaldo            |
| 14 | Bobby Moore        |
| 15 | Gerd Müller        |
| 16 | Roberto Baggio     |
| 17 | Stanley Matthews   |
| 18 | Zico               |
| 19 | Franco Baresi      |
| 20 | Garrincha          |
| 21 | Paolo Maldini      |
| 22 | Kenny Dalglish     |
| 23 | Gabriel Batistuta  |
| 24 | Éric Cantona       |
| 25 | Gheorghe Hagi      |

| #  | Speler                |
| -- | --------------------- |
| 26 | Romário               |
| 27 | Jairzinho             |
| 28 | Zinédine Zidane       |
| 29 | Ruud Gullit           |
| 30 | John Charles          |
| 31 | Lothar Matthäus       |
| 32 | Gordon Banks          |
| 33 | Jürgen Klinsmann      |
| 34 | Dennis Bergkamp       |
| 35 | Karl-Heinz Rummenigge |
| 36 | Gary Lineker          |
| 37 | Giuseppe Meazza       |
| 38 | Roberto Rivellino     |
| 39 | Didi                  |
| 40 | Ian Rush              |
| 41 | Peter Schmeichel      |
| 42 | Paolo Rossi           |
| 43 | George Weah           |
| 44 | Michael Owen          |
| 45 | Just Fontaine         |
| 46 | Duncan Edwards        |
| 47 | Dino Zoff             |
| 48 | Christo Stoitsjkov    |
| 49 | David Beckham         |
| 50 | Tom Finney            |

| #  | Speler                  |
| -- | ----------------------- |
| 51 | Rivaldo                 |
| 52 | Claudio Caniggia        |
| 53 | Tostão                  |
| 54 | Frank Rijkaard          |
| 55 | José Luis Chilavert     |
| 56 | Kevin Keegan            |
| 57 | Paul Gascoigne          |
| 58 | Roger Milla             |
| 59 | Michael Laudrup         |
| 60 | Andrij Sjevtsjenko      |
| 61 | David Ginola            |
| 62 | Glenn Hoddle            |
| 63 | Sócrates                |
| 64 | Roberto Carlos          |
| 65 | Alan Shearer            |
| 66 | Daniel Passarella       |
| 67 | Davor Šuker             |
| 68 | Dixie Dean              |
| 69 | Sándor Kocsis           |
| 70 | Juan Alberto Schiaffino |
| 71 | Christian Vieri         |
| 72 | Mario Kempes            |
| 73 | Johan Neeskens          |
| 74 | Luigi Riva              |
| 75 | José Nasazzi            |

| #   | Speler               |
| --- | -------------------- |
| 76  | Günter Netzer        |
| 77  | Alessandro Del Piero |
| 78  | Carlos Valderrama    |
| 79  | Ricardo Zamora       |
| 80  | Enzo Francescoli     |
| 81  | Edgar Davids         |
| 82  | Francisco Gento      |
| 83  | Jim Baxter           |
| 84  | Falcão               |
| 85  | Ryan Giggs           |
| 86  | Sepp Maier           |
| 87  | Zbigniew Boniek      |
| 88  | Pat Jennings         |
| 89  | György Sárosi        |
| 90  | Giacinto Facchetti   |
| 91  | Alan Hansen          |
| 92  | Raymond Kopa         |
| 93  | Bryan Robson         |
| 94  | Matthias Sammer      |
| 95  | Ladislao Kubala      |
| 96  | Neville Southall     |
| 97  | Gérson               |
| 98  | Paulo Futre          |
| 99  | Preben Elkjær        |
| 100 | Bebeto               |